# Electronic Entertainment Expo 2009
 (octobre 2019).
Si vous disposez d'ouvrages ou d'articles de référence ou si vous connaissez des sites web de qualité traitant du thème abordé ici, merci de compléter l'article en donnant les références utiles à sa vérifiabilité et en les liant à la section « Notes et références ».
L’Electronic Entertainment Expo 2009, communément appelé E3 2009, est la 15e édition d'un salon consacré exclusivement aux jeux vidéo organisé par l'Entertainment Software Association. L'événement s'est déroulé du 2 au 4 juin 2009 au Los Angeles Convention Center à Los Angeles.
Les principaux exposants comprennent Microsoft, Nintendo, et Sony Computer Entertainment.

## Annonces

### Annonces de jeux
Voici une liste non exhaustive des jeux dévoilés au cours de l'E3 :
- Agent (PlayStation 3)
- Crackdown 2 (Xbox 360)
- Red Steel 2 (ubisoft)
- Crysis 2 (Xbox 360, PlayStation 3, PC)
- Epic Mickey (Wii)
- Final Fantasy XIV (PC, PlayStation 3)
- Golden Sun : Obscure aurore (Nintendo DS)
- Halo: Reach (Xbox 360)
- The Last Guardian (PlayStation 3)
- Left 4 Dead 2 (PC, Xbox 360)
- Metal Gear Solid: Peace Walker (PlayStation Portable)
- Metal Gear Solid: Rising (Xbox 360, PlayStation 3, PC)
- Metroid: Other M (Wii)
- New Super Mario Bros. Wii (Wii)
- Kirby Super Star Ultra (Nintendo DS)
- Shadow Complex (Xbox Live Arcade)
- Super Mario Galaxy 2 (Wii)
- Wii Fit Plus (Wii)

### Annonces de matériels

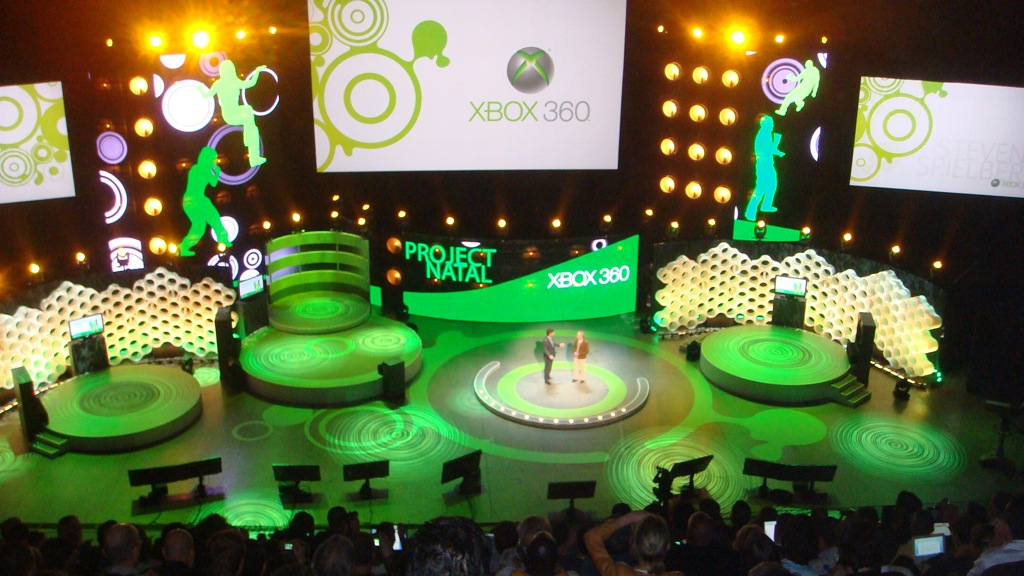
L'annonce du Project Natal lors de la conférence Microsoft durant l'E3 2009

- Conférence Microsoft : annonce du Project Natal, une caméra capable de retranscrire les mouvements du joueur à l'écran.
- Conférence Sony : annonce de la PSP Go et du Motion Controller pour la PlayStation 3.
- Conférence Nintendo : annonce du Wii Vitality Sensor, un accessoire semblable à un oxymètre.